# Joe Cole
Joseph "Joe" John Cole, född 8 november 1981 i Romford, Essex, är en engelsk före detta fotbollsspelare som sist spelade för Tampa Bay Rowdies. Han var en högerfotad mittfältare som spelade centralt eller på båda kanterna. Cole slog igenom tidigt i West Ham och sågs länge som Englands stora talang. Han ingick i Englands trupp till VM 2002, VM 2006 och VM 2010 samt EM 2004. 

## Klubbkarriär
Cole var under säsongen 2002/03 lagkapten för West Ham som 20-åring. Han blev sommaren 2003 köpt av storsatsande Chelsea där han under första säsongen fick svårt att ta en ordinarie plats. Cole blev trots detta uttagen i Sven-Göran Erikssons EM-trupp 2004, men fick inte spela en enda minut i turneringen. 
Säsongen 2004–2005 kom att bli Joe Coles riktiga genombrottssäsong och han vann både Premier league och engelska ligacupen, trots att han började på bänken under nya managern José Mourinho. Under våren när Coles främsta konkurrenter om en plats i startelvan, Arjen Robben och Damien Duff, var skadade tog Cole den ordinarie platsen vilket bland annat resulterade i en utmärkelse som månadens spelare. Tack vare framgångarna under vårsäsongen tog han även en ordinarie plats i det engelska landslaget som vänstermittfältare, en plats där England tidigare haft problem.
Den kommande säsongen, 2005–2006, tog Joe Cole en ordinarie plats i Chelseas startelva ifrån irländaren Damien Duff och återigen vann laget Premier League. Han spelade bra både för Chelsea och för England, där han var en av de viktigaste spelarna när laget kvalificerade sig för världsmästerskapet i Tyskland 2006. 
Cole blev i februari 2009 allvarligt knäskadad. Rehabiliteringen tog cirka 6 månader, men när han var redo för spel blev han skadad igen. Menisken krånglade men efter 3 veckors ytterligare rehabilitering var han redo att spela. Den 24 oktober 2009 gjorde han comeback i ligan mot Blackburn och blev matchens bästa spelare.
Den första juni blev Cole uttagen till sin tredje VM-turnering när han blev uttagen i Fabio Capellos trupp till VM 2010. Den 9 juni 2010 meddelade Chelsea via sin officiella hemsida att Cole kommer lämna klubben när hans kontrakt går ut.
Den 19 juli 2010 skrev Cole på ett fyraårskontrakt med Liverpool FC vilket ger honom £90 000 i veckan. I januarifönstret 2013 blev Joe Cole klar för West Ham United efter ett att misslyckat i Liverpool. I sin comeback i West Ham mot Manchester United så spelade Joe Cole fram två mål i ett möte som slutade 2-2 i en FA-cup match..

## Meriter

### West Ham
- UEFA Intertoto Cup: 1999

### Chelsea
- Premier League: 2004/2005, 2005/2006, 2009/2010
- FA-Cupen: 2006/2007, 2008/2009, 2009/2010
- Engelska ligacupen: 2004/2005, 2006/2007
- FA Community Shield: 2004/2005, 2008/2009